# 박리기
박리기(朴利基, 1992년 7월 18일~)는 재일 한국인 축구 선수이다. 포지션은 미드필더이며 현재 일본의 MIO 비와코 시가 소속이다.